# Sinterização

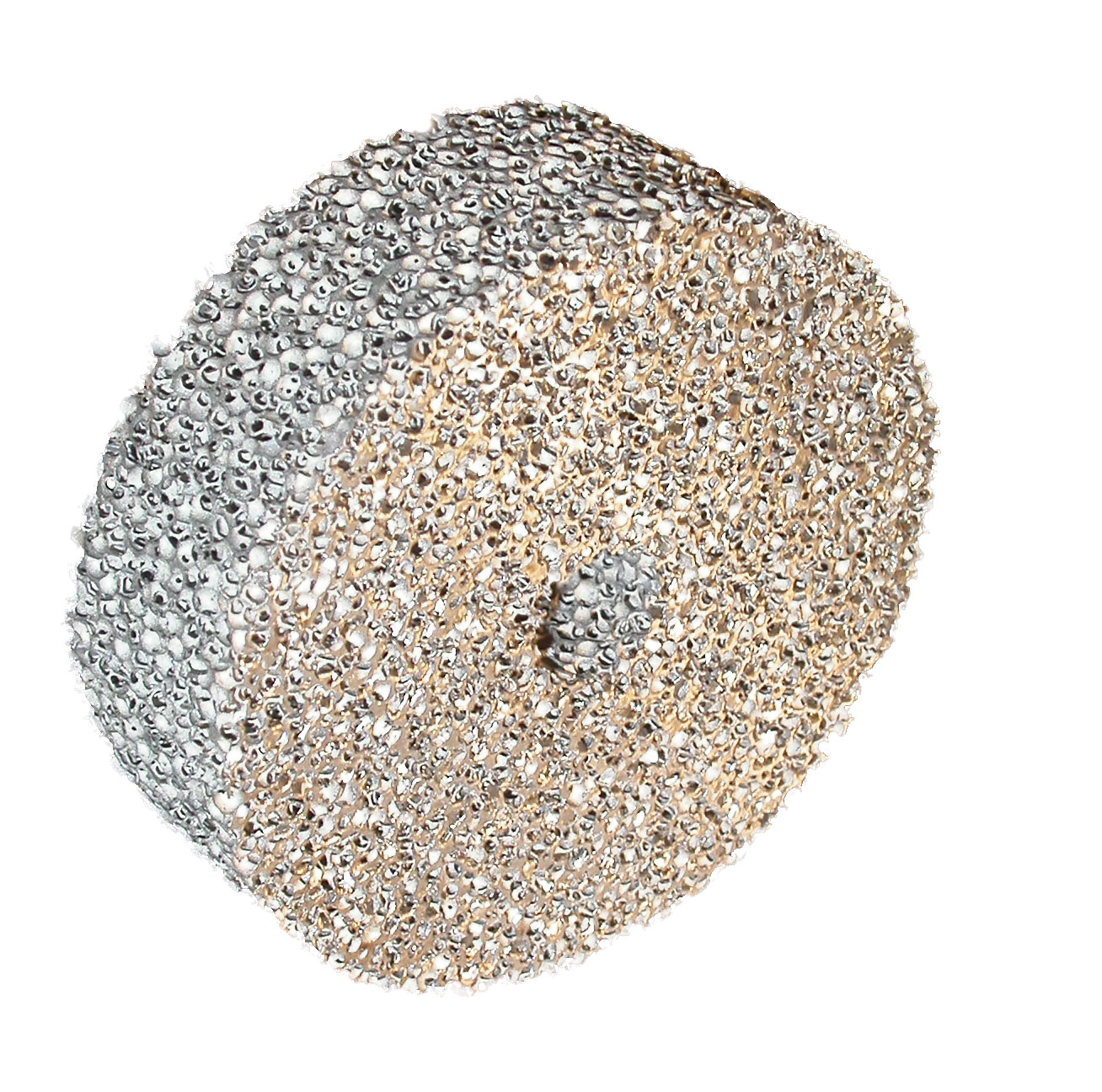
Uma peça de demonstração feita de metal sinterizado.

Sinter é uma palavra de origem alemã ("cinder") e se refere a um tipo de mineral poroso. Existem dois tipos do mineral: um rico em sílica  outro rico em calcário. A sinterização é o aquecimento, a uma temperatura suficiente, para fundir o metal ligante, preenchendo então os vazios entre os grãos dos carbonetos, carbonetos esses que formam o "metal duro', que é o nome dado a uma liga de carboneto de Tungstênio, produzido por metalurgia do pó. Esse material, o metal duro, é obtido pela prensagem e sinterização de uma mistura de pós de carboneto e outros materiais de menor ponto de fusão, chamados ligantes (Cobalto, Níquel, Titânio, Cromo ou uma combinação deles). A sinterização é um processo no qual pós com preparação cristalina ou não, uma vez compactados, são submetidos a temperaturas elevadas, ligeiramente menores que a sua temperatura de fusão. Este processo cria uma alteração na estrutura microscópica do elemento base. Isto ocorre devido a um ou mais métodos chamados "mecanismos de transporte": estes podem ser consecutivos ou concorrentes. Sua finalidade é obter uma peça sólida coerente.
Durante o processo ocorrem várias reações no estado sólido do elemento que são ativadas termicamente. Algumas podem ocorrer espontaneamente quando a base atinge uma temperatura determinada.
Um fator determinante nessas reações é a quantidade de fundentes a qual é usada no processo. O fenômeno da sinterização, diz respeito às inúmeras teorias existentes, e pode ser explicado da seguinte maneira:
- Adesão inicial das partículas metálicas, cujos pontos de contato aumentam com a temperatura sem que, nessa fase inicial, ocorra qualquer contração de volume e apenas com pequena influência na difusão superficial: à medida que aumenta a temperatura, ocorre um aumento da densidade, acompanhado de esferoidização e progressivo fechamento dos vazios; finalmente, mediante uma difusão nos contornos dos grãos, desaparecem os últimos vazios arredondados e isolados.

Na realidade, o processo de sinterização baseia-se na ligação atômica entre a superfície de partículas vizinhas

## Reações
Podem ocorrer também reações cujo gradiente térmico/temporal é bastante lento e influi em partículas que estão em íntimo contato físico. Neste caso, não apenas a temperatura, mas as dimensões das partículas e suas áreas de contacto determinam as naturezas das reações de amalgamação ou formação dos elementos em si.
As reações em estados sólidos envolvem três métodos:
- Transporte das substâncias que são potencialmente reativas ou íons em direção às superfícies onde ocorrerão os contatos dos componentes em reação;
- A reação propriamente dita entre os elementos que estão contato;
- O transporte dos elementos resultantes das reações para fora dos locais onde estas ocorrem.

## Velocidade de reação e qualidade
A velocidade de reação e sua qualidade são dependentes da taxa de transporte dos produtos das reações dos reagentes e das interações entre si.
Geralmente o melhor processo de sinterização é o que utiliza a técnica da difusão, pois esta determina os tipos de reações e suas velocidades.

## Difusão dos íons através do cristal
Sabe-se que durante o processo de reações químicas do estado sólido, os íons podem se difundir através do cristal. É sabido que seu movimento está intimamente ligado ao movimento das vacâncias (lacunas), estas são substituídas pelos íons móveis. A difusão se dá através do meio de reação chamado fase vítrea.

### Energia de activação
Ocorre que os ions saltam de uma posição para outra na rede, e os saltos dependem da quantidade de energia. A energia fornecida determina a ruptura da barreira energética que se opõe à activação. Por este motivo a energia fornecida é chamada de "energia de activação".
Ao se incrementar a temperatura, consequentemente haverá um acréscimo do número de iões (lacunas ou vacâncias) que podem vencer a barreira de potencial, isto faz aumentar exponencialmente as reações na estrutura do elemento no estado sólido, aumentando as reações, aumenta a velocidade de formação do elemento desejado.
Portanto, a temperatura é o parâmetro determinante que controla e nivela a velocidade das reações da física do estado sólido, porém, o nível energético da barreira, ou sua magnitude determina a energia
de ativação necessária à formação.
A energia de activação para vencimento da barreira é afetada pela pureza, estequiometria e estrutura dos materiais, além das valências dos iões e suas dimensões durante a difusão.

## Influência da densidade dos elementos formadores do material sinterizado
Sabe-se também que o fluxo dos componentes reativos são afetados pelas densidades dos elementos, pelas áreas das suas superfícies específicas, pelas dimensões médias dos cristais formadores e pela homogeneidade do sistema, além de outros fatores.

### Zircônia
Quando se produzem cerâmicas de zircônia utiliza-se a chamada "sinterização do estado sólido".  Este processo é o mais eficiente para produzir alguns tipos de materiais cerâmicos cujas propriedades ópticas, mecânicas ou elétricas podem ser manipuladas com precisão.
No caso de cerâmicas ou porcelans dentárias a base de Zircônia, a Sinterização ocorre quando levamos o Elemento Dentário coberto com revestimento a base de Zircônia ao forno de Cerâmica para a Queima e submetemos este elemento a uma temperatura alta, menor que o ponto de fusão do metal, para que as partículas de pó (Dentina e Enamel incisal) sejam agregadas e solidificadas ao próprio elemento, formando a Prótese de Porcelana, que nada mais é do que uma PRÓTESE DE VIDRO CERÂMICO.

## Permanência de estado físico
O processo de sinterização do estado sólido permite que todos os componentes do pó compactado permaneçam sólidos durante sua formação. É possível a manipulação da densidade dos elementos de forma a deixa-los num valor máximo somente pela conformação estrutural dos grãos que constituintes.

## Redução de energia livre
Pode-se afirmar que um dos parâmetros mais importantes do processo sinterização é a chamada "redução da energia livre de superfície do sistema". Isto significa que todo o sistema tem a tendência de atingir um estado de menor energia livre acompanhada pela diminuição das interfaces das micro-partículas sólidas compactadas. A ocorrência se dá nas áreas de suas superfícies de contacto, sendo que a redução se obtém através da combinação de dois processos a conversão de muitas partículas de pequenas dimensões em partículas de dimensões maiores, porém proporcionalmente menor número.

## Aumento dimensional
Propicia-se o aumento dimensional dos grãos substituindo-se as interfaces gás-sólido por outras sólido-sólido de energia menor, ou seja, o aumento da densidade do elemento base.

## Estágios de crescimento e formação
O processo de sinterização ocorre em três estágios: inicial, intermediário e final. Existem diversos modelos que procuram explicar o mecanismo responsável pela formação de elementos sinterizados. O crescimento de grão ocorre em todos os estágios de sinterização. O método mais simplificado de aumento granulométrico utiliza um processo de movimento dos contornos de grão, este é inversamente proporcional ao seu tamanho médio. Neste processo pode ser controlada a segregação de impurezas indesejáveis nos contornos de grão. Ocorrendo desta forma, há redução da energia livre do sistema como um todo e, por conseqüência diminuição da sua taxa de crescimento.

## Utilização de materiais sinterizados
Muitos materiais sinterizados são desenvolvidos para sua utilização em dispositivos eletroeletrônicos. As válvulas termiônicas modernas utilizam em suas placas materiais cerâmicos sinterizados. Isto ocorre devida particular resistência à altas temperaturas destes materiais associada à alta resistência mecânica, além da excelente condutividade destes a qualquer temperatura e dissipação de potência.
Outra utilização de materiais sinterizados é a chamada formação de insertos, ou ferramentas, utilizadas em máquinas ferramenta, que podem ser de estamparia ou de corte para de metais e materiais sintéticos.